# Centro iperbarico
Il centro iperbarico è una struttura sanitaria che effettua trattamenti terapeutici di ossigenoterapia iperbarica, sia in regime di ricovero ospedaliero che di tipo ambulatoriale, con camera iperbarica multiposto, necessaria per la terapia di diverse patologie quali patologie da decompressione, embolia gassosa arteriosa (iatrogena o barotraumatica), gangrena gassosa da clostridi, infezioni acute e croniche dei tessuti molli a varia eziologia, gangrena e ulcere cutanee nel paziente diabetico, intossicazione da monossido di carbonio, lesioni da schiacciamento e sindrome compartimentale, fratture a rischio, innesti cutanei e lembi a rischio, osteomielite cronica refrattaria, ulcere cutanee da insufficienza arteriosa o venosa o post-traumatica, lesioni tissutali post-attiniche, ipoacusia improvvisa, osteonecrosi asettica, retinopatia pigmentosa, sindrome di Menière, sindrome algodistrofica, parodontopatia.